# Moravští Chorvati

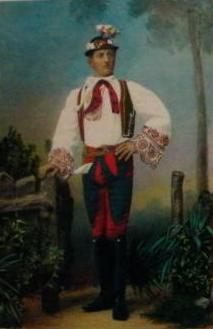
Mužský kroj

Moravští Chorvati nebo moravští Charváti jsou etnická skupina Chorvatů, kteří v 16. století prchali před Turky do severnějších částí Habsburské monarchie. Několik desítek rodin přišlo na pozvání Lichtenštejnů až na jižní Moravu. Moravští Chorvati představovali nejsevernější výspu chorvatského osídlení ve střední Evropě.
Chorvati se usadili v několika desítkách vesnic zejména na Mikulovsku a Břeclavsku. Tři osady na Mikulovsku (Frélichov, nyní Jevišovka, Nový Přerov a Dobré Pole) zůstaly chorvatské až do roku 1948, kdy byli Chorvati z jižní Moravy násilně vystěhováni.

## Příchod Charvátů
V 16. století byly podmínky pro život na Balkáně velice těžké. Uherský stát procházel feudální krizí a nebyl schopen zajišťovat základní potřeby svých obyvatel. V roce 1526 byl navíc v bitvě u Moháče poražen Ludvík Jagellonský a tato porážka znamenala začátek pronikání Osmanské říše do Evropy.
Z obavy před postupující tureckou armádou se statisíce obyvatel z chorvatského území vydaly do severnějších částí habsburské monarchie, kde doufaly v klidnější život. Náročná cesta do neznáma vedla podél tzv. jantarové stezky. Mnozí Chorvaté se usadili na území dnešního Rakouska (Burgenland), Maďarska a Slovenska. Několik stovek rodin dorazilo na pozvání Lichtenštejnů až na jižní Moravu. Ta byla tehdy vylidněná a zpustošená. Nově příchozí, zkušení a pracovití zemědělci, ji měli hospodářsky pozvednout.
První Chorvati dorazili na Moravu ve 30. letech 16. století. Další přicházeli postupně v průběhu následujících sedmdesáti let. Usadili se v několika desítkách vesnic, z nichž největší a nejvýznamnější byly Frélichov (nyní Jevišovka), Nový Přerov a Dobré Pole na Mikulovsku a Charvátská Nová Ves, Poštorná a Hlohovec na Břeclavsku. Nejvýznamnějšími osadami v dnešním Rakousku bylo sídlení v Cáhnově (polovina slovanského obyvatelstva), Pernitálu, Ranšpurk-Havranohradě a další obce až k Suchým Krutám na Moravském Poli.

## Život na jižní Moravě

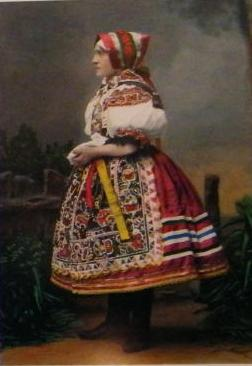
Ženský kroj

Chorvati na Břeclavsku si udrželi svou identitu do počátku 20. století, poté postupně splynuli s moravským prostředím, které je obklopovalo. Na Mikulovsku byla situace jiná. Až do roku 1945 tvořili 98 % místního obyvatelstva Němci a proces asimilace zde neprobíhal tak rychle. Chorvati žijící ve Frélichově (dnes Jevišovka), v Novém Přerově a v Dobrém Poli si proto udrželi svůj jazyk, kroje a identitu až do poloviny 20. století.
Chorvatské obyvatelstvo se živilo zejména zemědělstvím a chovem dobytka. Historik Beda Dudík (1815–1890) označoval Charváty ze nejbohatší skupinu na Moravě.
Komunity dbaly na uchování chorvatské identity. Jedním z jejich specifických projevů, jímž se vizuálně odlišovali od okolních sousedů, byl bohatý kroj, který Chorvati nosili ve svátek i všední den. Pokud se do obcí přistěhoval Čech nebo Němec, nezřídka se stávalo, že jeho děti se později samy považovaly za Chorvaty (svědčí o tom množství jmen českého a německého původu, která jsou mezi moravskými Chorvaty rozšířená).
Moravští Chorvati používali ke komunikaci svůj vlastní dialekt, který vycházel ze staré chorvatštiny a postupně byl doplněn o některá česká a německá slova. Tento jazyk však nikdy neměl svou spisovnou formu a Chorvaté jím mluvili takřka výlučně mezi sebou. S okolním světem se dorozumívali německy nebo česky (školní vzdělání se jim dostávalo za Rakouska-Uherska v němčině a za první republiky v češtině).
Nářečí Charvátů na Moravě a v současném Rakousku se mírně lišila: místo hlásek [ď] a [ť] se v Rakousku používaly hlásky [dz] a [c], kupříkladu dzedzina (ďeďina), nedzela (neďela), cicho (ťicho), dzi a neondzi (jdi a nemluv).

## První polovina 20. století
Po první světové válce chtěla československá zahraniční politika využít existenci chorvatských obcí na Moravě při prosazení plánu tzv. koridoru mezi Československem a Jugoslávií. Ten měl vést oblastmi s chorvatským obyvatelstvem na Moravě, na Slovensku, v Maďarsku a v Rakousku a jeho cílem bylo oddělit Rakousko od Maďarska a zajistit propojení Československa s Jugoslávií.
Prvorepubliková politika dále využívala přítomnost Chorvatů (takřka jediného slovanského obyvatelstva ve výlučně německém prostředí) k posílení svých pozic na Mikulovsku. V roce 1921 proto byla ve Frélichově zřízena česká měšťanská škola, kterou navštěvovala většina chorvatských dětí.
Podle Mnichovské dohody muselo v roce 1938 Československo odstoupit své pohraničí nacistickému Německu. Tři chorvatské vesnice se staly součástí Třetí říše a jejich obyvatelé byli vystaveni tvrdé germanizaci. Na základě smlouvy mezi Česko-Slovenskem a Německou říší z podzimu 1938 dostali všichni obyvatelé zabraného území, kteří zde žili před rokem 1910, resp. jejich potomci, německou státní příslušnost. To pro zdejší muže znamenalo povinnost sloužit v německé armádě. Ani ne dvoutisícová chorvatská komunita ztratila ve válce více než 300 mužů.
Rok 1945 přinesl do jihomoravského pohraničí další bouřlivé proměny. Noví osídlenci, kteří přicházeli do kraje na usedlosti po vyhnaných Němcích, nazírali na Chorvaty s nedůvěrou a nevraživostí. Nedůvěru vyvolávalo několik set let trvající soužití Chorvatů s německými sousedy, tradiční společenské uspořádání, sklon ke konzervativním hodnotám a také to, že většina Chorvatů neodevzdala ve volbách roku 1946 svůj hlas komunistům, jak bylo v kraji obvyklé, ale lidovcům. Nevraživost pak způsoboval zejména fakt, že tři chorvatské vesnice vykazovaly nejlepší hospodářské výsledky na Mikulovsku.
V období 1945–1948 museli Chorvati opakovaně dokazovat svou národní spolehlivost. Každý jednotlivec musel před různými komisemi zdůvodňovat své chování v průběhu války a bez nadsázky se dá říct, že Chorvati byli nejpodrobněji prověřovanou skupinou obyvatelstva v tehdejším Československu. Ačkoliv většina z nich obstála a osvědčení získala, po převzetí moci komunisty jim nebylo nic platné. Hned v únoru 1948 rozhodl akční výbor Okresního národního výboru v Mikulově, že Chorvati jsou „politicky nespolehliví“ a musí být ze svých původních domovů vystěhováni.
Chorvatům byla zejména vyčítána služba v německé armádě. V úvahu nebylo bráno, že po dobu války žili Chorvati na území totalitního nacistického státu, kde byli vystaveni nesrovnatelně tvrdším podmínkám než obyvatelé Protektorátu. Odmítnutí vojenské služby bylo trestáno internací v koncentračním táboře, resp. trestem smrti. Také míra kolaborace mezi chorvatským obyvatelstvem nebyla větší, než tomu bylo v případě českého obyvatelstva. Chorvatským rodinám, u nichž třeba pouze v případě jednoho člena existovalo podezření na bližší vztah k nacistickému režimu (aniž toto podezření muselo být potvrzeno), byl konfiskován majetek a celá rodina byla vysídlena z pohraničí ještě v letech 1946–1947. Po roce 1948 tedy byli vysídlováni Chorvati, kteří se nijak proti Československu neprovinili. Odsun Chorvatů z jihomoravského pohraničí je však třeba vnímat v kontextu změn politické kultury v poválečném Československu, zejména vypjatému českému nacionalismu, snaze etablujícího se komunistického režimu zlikvidovat veškeré tradiční sociální struktury, které pro něj mohly znamenat potenciální nebezpečí, a také vidinou ekonomického prospěchu nových osídlenců v pohraničí. Jiní obyvatelé Československa, kteří také sloužili v německé armádě (např. obyvatelé Slezska, Hlučínska, resp. v jiné formě obyvatelé Slovenské republiky), podobně potrestáni nebyli.
Ze tří vesnic na jižní Moravě byli v průběhu let 1948–1951 Chorvati přesídleni do více než 150 vesnic na severní Moravě. Známá je především skupina v Huzové. Už v roce 1956 uznal stát protiprávnost svého dřívějšího kroku, ale návrat Chorvatů do původních sídel nedovolil. Ani po roce 1989 se československý a český stát nezmohl k nápravě starých křivd, dnes je nevelká menšina moravských Chorvatů před zánikem.

## Současnost chorvatské menšiny v Česku

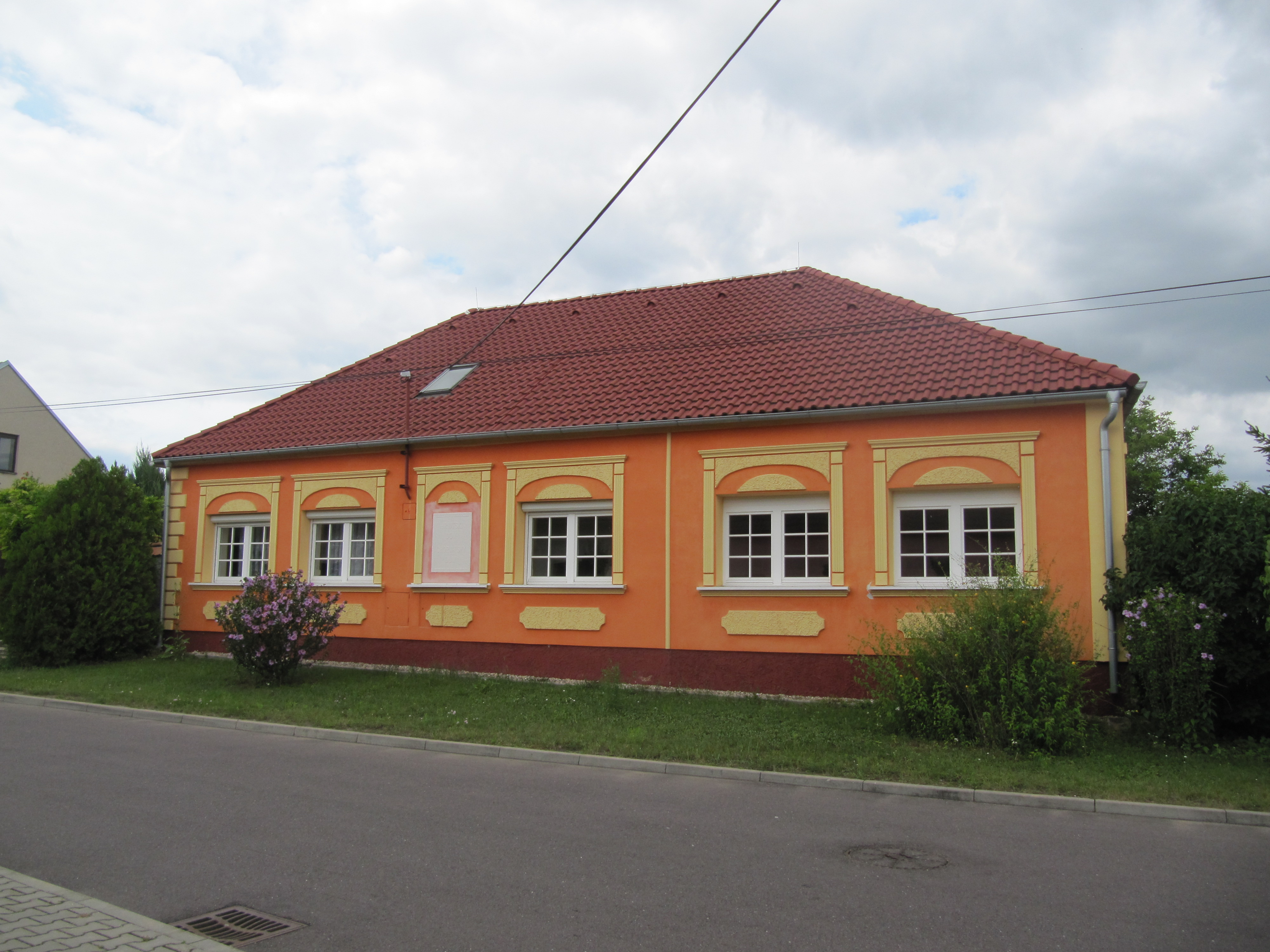
Chorvatský dům v Jevišovce

V současnosti je na území Česka podle sčítání lidu v roce 2001 přihlášeno 1 585 osob chorvatské národnosti. Aktivity této menšiny zajišťuje Sdružení občanů chorvatské národnosti v ČR. Každoročně pořádá na počátku září v Jevišovce tradiční chorvatské hody, tzv. kiritof (Chorvatský kulturní den). Toto sdružení připravuje v obci Jevišovka stálou muzejní expozici o historii a životě Chorvatů na jižní Moravě. O zachování folklorního odkazu moravských Chorvatů pečuje Národopisný spolek Pálava z Mikulova,   který za svoji snahu získal dvakrát ocenění Laureát MFF Strážnice. V roce 2016 připravil sbor La Grande Bande a kapela Praški fržoni hudební CD O106 – Písně moravských Chorvatů, které přináší původní písně moravských Chorvatů v novém aranžmá skladatele Matěje Kroupy. V témže roce vyšla kniha Tři perly: Charvátské osady na Moravě, která obsahuje texty, jež o moravských Chorvatech na přelomu 19. a 20. století napsal Alois Malec.
V roce 2018 natočila režisérka Petra Všelichová historický dokument o téměř pětisetletém působení Chorvatů na českém území, příčiny jejich příchodu, začlenění do společnosti, ale především důvody a důsledky jejich násilného rozsídlení a likvidace coby národnostní skupiny.